# Melba Hernández
Melba Hernández Rodríguez del Rey (28 tháng 7 năm 1921 – 9 tháng 3 năm 2014) là một nhà chính trị và ngoại giao người Cuba.
Bà từng là đại sứ Cuba tại Việt Nam và Campuchia.

## Tiểu sử
Sinh ở Cruces, Las Villas, Hernández  là con duy nhất của một gia đình người lai da màu sinh sống trong một căn hộ ba tầng trên đường Jovellar, quận Vedado, Havana. Bà tốt nghiệp Trường Luật, Đại học Havana năm 1943. Anh làm việc như một Hải quan luật sư cho chính phủ Carlos Prio.

Bà là một trong hai người phụ nữ (người còn lại là Haydée Santamaría Cuadrado) tham gia vào cuộc tấn công doanh trại Moncada năm 1953. Bà đã bị kết án 7 tháng trong tù. Bà được mọi người gọi là "Nữ anh hùng của Moncada". Trong những năm 1960, bà là người phụ trách nhà tù nữ ở Cuba.
Melba Hernandez là Phó Chủ tịch Quốc hội của Chính quyền Nhân dân Cuba từ năm 1976 đến 1986 và tái đắc cử năm 1993. Đồng thời, bà là Ủy viên Ban Chấp hành Trung ương của Đảng Cộng sản Cuba từ năm 1986. Bà cũng đã từng là Tổng thư ký của OSPAAAL (Tổ chức Đoàn kết những người châu Á, châu Phi và châu Mỹ Latin).
Bà đã kết hôn với Jesus Montané Oropesa, một phụ tá của Fidel Castro, cho đến khi ông qua đời năm 1999.
Bà qua đời vì biến chứng bệnh tiểu đường vào ngày 9 Tháng ba năm 2014.

## Trong Cách mạng Cuba
Melba Hernandez là một thành viên tích cực của cách mạng Cuba. Bà thường được biết đến như là một trong những người đã chiến đấu với Fidel Castro chống lại Fulgencio Batista. Cô sau này trở thành một trong bốn nhân viên của Fidel Castro.

### Phong trào 26 tháng 7
Melba Hernandez là một trong những người phụ nữ tham gia vào Phong trào 26 tháng bảy. Bà đã giúp các phong trào bằng cách lấy 100 bộ quân phục, và các cấp hiệu trên chúng. Các bộ quân phục đã được sử dụng để tấn công trại lính Moncada. Cuộc tấn công thất bại và Fidel Castro, Melba Hernandez, Haydée Santamaria và những người sống sót đã bị bắt. Chính quyền Batista kết án Fidel Castro đến 15 năm tù vì ông là lãnh đạo của cuộc tấn công. Melba và Haydée đã bị kết án 7 tháng tù.
Sau 5 năm Melba được trả tự do. Melba giữ liên lạc với Fidel Castro. Melba xuất bản bài tự bào chữa "Lịch sử sẽ xoá án cho tôi" của Fidel. Sau khi Fidel được thả tự do vào năm 1955, họ gia nhập lực lượng ở Mexico nơi họ lên kế hoạch cho quân du kích và Cách mạng Cuba. Melba Hernandez trở về Cuba để giúp đỡ Fidel Castro và phong trào của mình, và sau đó bà đã trở thành một chiến sĩ của quân nổi dậy ở Mặt trận III Phía Đông.  Melba Hernández được ca ngợi là "Nữ anh hùng của Cách mạng Cuba" vì những hành động của mình trong cuộc Cách Mạng.

## SauCách mạng Cuba
Melba Hernandez là một thành viên của chính quyền mới của Cuba, đứng đầu bởi Fidel Castro. Bà trở thành người đứng đầu của Ủy ban Đoàn kết Cuba với Việt Nam trong những năm 1960 và 1970. Bà là đại sứ Cuba tại Việt Nam và Campuchia trong những năm 1980. Bà đồng thời là Phó giám đốc của Toà án Chống chủ nghĩa đế quốc của Châu Mỹ, Tổng thư ký của OSPAAAL (Tổ chức Đoàn kết những người châu Á, châu Phi và châu Mỹ Latinh), Giám đốc Trung tâm Phim Châu Á của Đảng Cộng sản Cuba, và Phó Chủ tịch Quốc hội Cuba từ năm 1976 đến năm 1986 và được tái bầu vào năm 1993.